# Телевидение в Бурятии

## История
В 1956 году было принято постановление Правительства СССР «О строительстве и развитии телевидения в стране с долевым участием средств заинтересованных министерств». На основании этого постановления, во второй половине 1957 года в Улан-Удэ началось строительство телецентра. Проект разрабатывал Государственный проектный институт Министерства связи СССР, к местным условиям проект привязывал «Бурмонголпроект».
14 ноября 1957 года было принято постановление Совмина БМАССР Об образовании Комитета по радиовещанию и телевидению при Совмине БМАССР.
Телевещание началось в конце 1960 года. Из-за незавершённости оборудования телецентра вещание приостановили в феврале 1961 года. Строительство телецентра завершилось к 1 марта 1961 года. Весной продолжалась настройка оборудования. Вечером 15 июня этого же года трансляции телепередач возобновились. 10 июля 1961 года была создана студия телевидения (СТВ), получившая название «Улан-Удэнская студия телевидения».
В условиях сложной гористой местности Бурятии для обеспечения удалённых районов телевизионным вещанием на естественных возвышенностях устанавливались микроретрансляторы мощностью 2 Вт. В 1962 году у села Фофаново Кабанского района был установлен маломощный ретранслятор. С этого началось развитие телевещания в сельской местности республики. К 1964 году был установлен второй ретранслятор в Гусиноозёрске, а к 1966 году — в Турунтаево, Кукурике и Турке. В 1967 году установили ретрансляторы в Кырене и Мухоршибири.
В 1967 году была введена в эксплуатацию станция «Орбита», позволившая транслировать передачи Центрального телевидения.
В 1969 году были установлены ретрансляторы в Новоильинске, Ташире и на полуострове Святой Нос. В 1969 году в Бурятии насчитывалось около 80 тысяч телевизоров, вещанием было охвачено 350—400 тысяч человек, что составляло около 50% населения.
В 1969 году в Улан-Удэ была установлена телевизионная передающая станция «Зона», что позволило со второго полугодия 1970 года организовать вещание по двум всесоюзным телевизионным программам.

## Цифровое эфирное телевидение
Улан-Удэнский филиал ФГУП «РТРС» обеспечивает на территории города приём первого и второго мультиплексов цифрового эфирного телевидения России (30 ТВК, 32 ТВК).
Все 20 каналов для мультиплекса РТРС-1 и РТРС-2; Пакет радиоканал, включает: «Вести FМ», «Радио Маяк», «Радио России / Улан-Удэ».
- Пакет телеканалов РТРС-1 (телевизионный канал 30, частота 546 МГц), включает: «Первый Канал», «Россия 1 / Улан-Удэ», «Матч ТВ», «НТВ», «Пятый Канал», «Россия К», «Россия 24 / Улан-Удэ», «Карусель», «ОТР», «ТВЦ».
- Пакет телеканалов РТРС-2 (телевизионный канал 32, частота 562 МГц), включает: «РЕН ТВ», «СПАС», «СТС», «Домашний», «ТВ3», «Пятница!», «Звезда», «Мир», «ТНТ», «МУЗ-ТВ».

## Телекомпании
1. Бурятская государственная телерадиокомпания (телевещание с 1961)
2. Тивиком (с 1990)
3. Ариг Ус (с 1992)
4. СТС-Байкал (с 2003)
5. Мир-Бурятия (с 2009)
6. АТВ (с 2013)
7. Селенга ТВ (с 2016)
8. Буряад ТВ (с 2021)